# Assassinat de Benazir Bhutto
L’assassinat de Benazir Bhutto a eu lieu lors d’un attentat le 27 décembre 2007 à Rawalpindi, près d’Islamabad, au Pakistan. Benazir Bhutto, présidente du Parti du peuple pakistanais, ancienne Première ministre du Pakistan, et alors chef de l'opposition, participait à un meeting de son parti. Elle faisait campagne pour les élections législatives de 2008 qui devaient se dérouler le 8 janvier 2008, soit treize jours plus tard.
L'attentat fait au total 24 morts, et Benazir Bhutto, transférée vers le Rawalpindi General Hospital, décède officiellement à 18 h 16 heure locale, soit 13 h 16 UTC. Elle avait échappé à un attentat similaire, le 18 octobre 2007, à Karachi, qui fit plus de cent morts, le jour même de son retour au Pakistan. Partie en exil à Dubaï puis à Londres à partir de 1998, elle était revenue dans son pays à la suite d'un accord avec le président Pervez Musharraf.
La responsabilité de l'attentat et les causes exactes de la mort de Benazir Bhutto sont sujets à polémique. Al-Qaïda a revendiqué l'attentat. Selon le gouvernement du président Pervez Musharraf, un groupe taliban local lié à cette organisation serait responsable de l'attentat, mais un représentant de ce groupe a ensuite démenti. Selon les proches de Bhutto, les services de renseignement pakistanais de l'Inter-Services Intelligence, dont le contrôle échappe au gouvernement pakistanais, seraient liés à l'attentat. Dans son rapport d'enquête sur les faits et les circonstances du décès de Benazir Bhutto, l'ONU reproche au gouvernement pakistanais de l'époque de ne pas avoir pris les mesures de sécurité qui s'imposaient.
Le 20 août 2013, l’ex-président pakistanais Pervez Musharraf est formellement accusé du meurtre de Benazir Bhutto : « Il a été accusé de meurtre, de complot criminel pour meurtre et d’avoir facilité l’assassinat » a déclaré le procureur Chaudhry Azha.

## Contexte
Après une amnistie accordée par le président Pervez Musharraf, Benazir Bhutto était rentrée à Karachi d’un exil de huit ans à Dubaï et Londres, le 18 octobre 2007 afin de préparer les élections nationales de 2008. Ce même jour, elle échappa à un attentat-suicide contre son convoi blindé au cours de ce retour. Cet attentat avait provoqué la mort de plus de 130 personnes et blessé environ 450 autres. Parmi les morts on pouvait dénombrer plus de 50 hommes chargés de la sécurité du Parti du peuple pakistanais (PPP), qui avaient créé une chaîne humaine autour du cortège pour le protéger d'éventuels kamikazes. Bhutto fut alors escortée, indemne, hors du lieu de l'explosion.
Après ce premier attentat, Bhutto et son mari demandèrent à Pervez Musharraf de pouvoir disposer d'une sécurité renforcée : vitres teintées pour les véhicules, brouilleurs de bombes, garde rapprochée et quatre véhicules de police en protection. Cette demande fut relayée par trois sénateurs américains qui écrivirent à Musharraf. Cette sécurité lui fut finalement accordée après débat entre les partisans du PPP et ceux du gouvernement. Le journal israélien Maariv rapporta que Bhutto avait demandé pour sa protection le soutien de la CIA, de Scotland Yard et du Mossad, quelques semaines avant sa mort. Ces services refusèrent cette requête de peur de froisser les gouvernements pakistanais et indien.

## L'assassinat

### Les faits

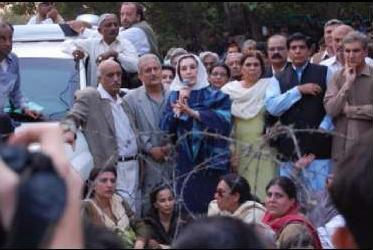
Benazir Bhutto s'exprime devant ses sympathisants le 9 novembre 2007. À gauche, sa voiture blindée.

Alors que Benazir Bhutto venait juste de participer à un meeting du Parti du peuple pakistanais (PPP) dans la ville de Rawalpindi une détonation a retenti. Le rapport de police initial déclarait qu’un ou plusieurs assassins avait tiré sur la Toyota Land Cruiser blindée de Benazir Bhutto alors qu’elle était sur le point de quitter le meeting. Un attentat-suicide déclenchant une bombe suivit. Selon le photographe de Getty Images, John Moore, Bhutto était debout à travers le toit ouvrant de son véhicule pour saluer ses partisans quand les coups de feu ont retenti. The Times of India a diffusé une vidéo amateur montrant un assassin tirant 4 coups de feu sur Bhutto avant la détonation.
À la suite de l’incident, Bhutto fut conduite inconsciente au Rawalpindi General Hospital à 17 h 35, heure locale où les docteurs, sous la responsabilité de Mohammad Musaddiq Khan tentèrent de la réanimer en pratiquant une thoracotomie antérolatérale gauche pour un massage cardiaque ouvert. Bien que Farhatullah Babar, le porte-parole du PPP, l’avait déclarée hors de danger, Bhutto fut déclarée décédée à 18 h 16, heure locale (13 h 16 UTC).

### Interrogations sur les circonstances de sa mort
Les circonstances précises de la mort de Benazir Bhutto n'ont pu être clairement établies, car le mari de la victime, Asif Ali Zardari, a refusé qu'une autopsie soit pratiquée. Selon le gouvernement pakistanais, elle serait décédée des suites d'un traumatisme crânien dû au souffle de l'explosion, ce qui a été confirmé par un rapport de Scotland Yard publié le 8 février 2008. Mais des vidéos amateurs montrent que juste avant celle-ci, un homme portant des lunettes noires a tiré sur l'ancien Première ministre pakistanaise, quelques secondes avant l'explosion. « Le fait qu’un tueur armé ait pu s’approcher si près de son véhicule et dégainer ainsi son arme à quelques mètres est très embarrassant », a estimé un analyste politique pakistanais.
Selon la version officielle donnée par Pervez Musharraf, la mort de Benazir Bhutto serait due à une « fracture du crâne après un choc contre le toit ouvrant de la voiture ». Dans une interview à CBS diffusée le 5 janvier 2008, il estime qu'elle est responsable de sa mort pour s'être levée hors de la voiture blindée. Sur la question de la protection demandée par Benazir Bhutto, il affirme que le gouvernement a fait tout ce qui était nécessaire : « Elle a reçu plus de sécurité que n'importe qui d'autre ». Une équipe de Scotland Yard a été sollicitée par Pervez Musharraf pour tenter de mettre fin aux polémiques sur cet événement ; les partisans de Benazir Bhutto demandent, quant à eux, une enquête des Nations unies[réf. incomplète] et a rendu son rapport le 8 février 2008.
Le 11 janvier 2008, Pervez Musharraf se déclare favorable à une exhumation du corps de Benazir Bhutto et à une autopsie afin de déterminer, une fois pour toutes, si elle a été tuée par balle. La famille de Benazir Bhutto a demandé en contrepartie que soit acceptée l'ouverture d'une enquête de l'ONU sur sa mort, enquête pour l'instant refusée par Pervez Musharraf.

## Réactions

### Gouvernement Musharraf
Selon la télévision nationale, Musharraf aurait tenu une réunion du cabinet aussitôt qu’il aurait entendu la nouvelle de l’explosion. Il s’est adressé à la nation en disant « Nous ne nous reposerons que lorsque nous aurons vaincu ce problème et éliminé tous les terroristes. C’est de cette seule façon que la nation pourra aller de l’avant, sinon ce sera le plus gros obstacle sur notre route ». La police pakistanaise a demandé à chacun de rester chez lui, craignant un regain de violence.
Mahmud Ali Durrani, l’ambassadeur du Pakistan aux États-Unis a fait référence à l’attentat comme « une tragédie nationale » et a déclaré que « …nous avons perdu un de nos, et j’insisterais, leader libéral, important, très important ».
Dans un message télévisé, le président Pervez Musharraf a publiquement condamné l’attentat et a proclamé trois jours de deuil national.

### Réactions internationales
- Canada : le Premier ministre canadien a fait la déclaration qui suit : « Nous condamnons cet attentat dans les termes les plus vifs. Il s’agit d’un acte de terreur odieux. Nous espérons que le gouvernement du Pakistan poursuivra les auteurs en justice et que cela ne retardera pas les efforts déployés pour rétablir la pleine démocratie, que le peuple pakistanais attend depuis trop longtemps ».
- États-Unis : un responsable de la Maison-Blanche a déclaré que « cet attentat montre qu’il y a toujours des gens au Pakistan qui cherchent à saper la réconciliation et les progrès démocratiques ».
- France : Bernard Kouchner, ministre des Affaires étrangères, a qualifié l’assassinat « d’acte odieux ». Il a également réaffirmé l’attachement de la France à la stabilité du Pakistan et à sa démocratie. Le président Nicolas Sarkozy a envoyé une lettre à Pervez Musharraf[18] d’Égypte où il était en vacances.
- Nations unies : le Conseil de Sécurité a abordé le sujet lors d’une réunion, quelques heures seulement après l’assassinat. Sa décision n’a pas encore été rendue publique.
- Royaume-Uni : le Premier ministre Gordon Brown a déclaré : « Benazir Bhutto semble avoir été tuée par des terroristes mais on ne peut laisser les terroristes tuer la démocratie au Pakistan et cette atrocité renforce notre certitude que les terroristes ne gagneront pas ici ou autre part dans le monde. » Brown déclara ensuite que les coupables avaient « peur de la démocratie » et que le gouvernement britannique « travaillerait avec l’ensemble de la communauté pakistanaise en Grande Bretagne et partout ailleurs dans le monde, afin de maintenir un Pakistan pacifique, en sécurité et démocratique. » David Miliband, ministre des Affaires étrangères, déclare quant à lui : « En ciblant Benazir Bhutto, les groupes extrémistes ont des vues sur l’ensemble du processus démocratique au Pakistan. Ils ne peuvent et ne doivent pas gagner. C’est un temps pour les contraintes mais aussi pour l’unité. » Il se dit également « profondément choqué. »

## Responsabilité et enquête

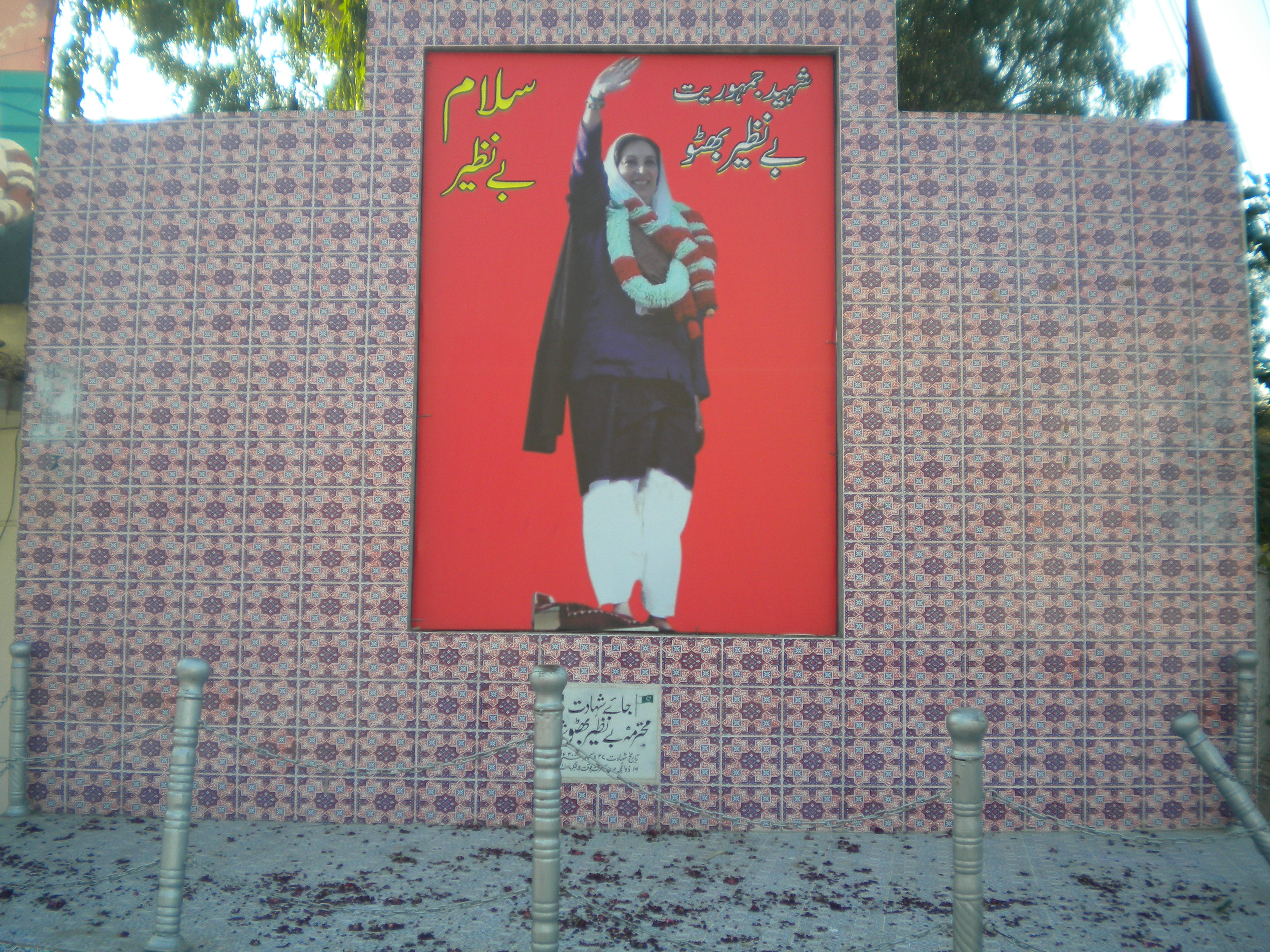
Stèle commémorative marquant le lieu de l'assassinat.

### Revendications
Al-Qaïda revendiqua très rapidement la responsabilité de l'attentat : l'agence d'informations Adnkronos International, fit état de la déclaration du porte-parole de l'organisation en Afghanistan, Moustapha Abou al-Yazid (dit Abou Saïd al-Masri), revendiquant l'attaque et expliquant : « Nous avons fait disparaître le pion le plus précieux des États-Unis sur l'échiquier dans la lutte contre les moudjahidines. » Il dit que la décision d'assassiner Mme Bhutto avait été prise par le numéro deux d'Al-Qaïda, le Dr Ayman al-Zawahiri, en octobre 2007. Le ministre de l'Intérieur du Pakistan, sur la foi d'écoutes téléphoniques, accusa précisément Baitullah Mehsud, un chef taliban, sympathisant d'Al-Qaïda, originaire d'une tribu du Waziristan du Sud, et chef du mouvement taliban pakistanais (Tehrik-e-Taliban Pakistan), récemment formé, en vérité un regroupement de plusieurs groupes d'activistes islamiques ; cependant Maulvi Omar, porte-parole de Mehsud, nia l'implication de celui-ci. Al-Qaïda n'a pas, de son côté, remis en cause les déclarations de son représentant. Certains commentateurs ont souligné qu'effectivement l'organisation était le premier bénéficiaire de toute cause d'instabilité au Pakistan, qui permettrait de la soulager de la répression organisée par les forces de sécurité du Pakistan. De surcroît, le recours conjoint à un tireur et à un porteur de bombe lors de l'attentat, porte la signature des commandos locaux d'Al-Qaïda.

### Enquête des autorités pakistanaises
Le chef des opérations d'al-Qaïda en Afghanistan, Mustafa Abu Al-Yazid, a revendiqué l'attentat et déclaré de Benazir Bhutto qu'« elle était une fidèle de l'Amérique et promettait d'écraser les moudjahidines, et elle a été liquidée » mais, le même jour, le chef supposé d'al-Qaida au Pakistan, Baïtullah Mehsud, dément l'avoir fait tuer.
C'est en revanche le gouvernement pakistanais qui se charge de l'enquête sur les coupables, et le 1er mars 2008, la justice pakistanaise a inculpé le chef du TTP, Baitullah Mehsud. Dès le 28 décembre, ce dernier dément l'avoir fait tuer tout en se réjouissant de sa mort, considérant que Benazir Bhutto « est une alliée des États-Unis ». Mehsud est tué en août 2009 dans l'une des nombreuses frappes aériennes américaines ayant lieu dans le Waziristan.
Après la remise par l'ONU du rapport aux autorités pakistanaises le 15 avril 2010, le gouvernement pakistanais met en place une commission d'enquête le 24 avril. Le 19 avril, huit hauts officiers cités dans le rapport des Nations unies, sont suspendus de leur fonction, dont notamment Saud Aziz, chef de la police de Rawalpindi et qui était responsable de la sécurité de Benazir Bhutto durant sa réunion électorale à Rawalpindi.
Finalement, sept personnes sont inculpées par la Cour anti-terroriste de Rawalpindi, dont cinq présumés talibans pour leur implication directe dans l'assassinat, et deux officiels de la police (dont Saud Aziz) pour ne pas avoir assuré correctement la sécurité de Benazir et pour avoir détruit des preuves, selon la Cour.

### Enquête de L'ONU
Après la victoire du parti de Bhutto, le PPP, aux élections législatives de février 2008, le nouveau gouvernement pakistanais a mandaté l'ONU, en juillet 2008, d'une mission sur « les faits et les circonstances » de la mort de Bhutto. La commission est présidée par Heraldo Munoz, ambassadeur du Chili auprès des Nations unies. Le rapport aurait initialement dû être rendu public le 31 mars 2010, mais le gouvernement fédéral a demandé que le rapport soit communiqué plus tard afin qu'il soit « étayé par des faits », selon le ministre de l'Intérieur Rehman Malik.
Le rapport est rendu public le 15 avril 2010, et il remet en cause le gouvernement pakistanais, à l'époque celui du président Pervez Musharraf, en l'accusant de ne pas avoir assuré la sécurité de Benazir Bhutto de façon convenable compte tenu des menaces qui pesaient sur elle. Le rapport accuse aussi la police locale d'avoir « sciemment » fait échouer l'enquête, en relevant que l'enquête pakistanaise « a manqué d'instructions, était inefficace et manquait d'implication pour identifier les criminels et les traduire en justice ». Le rapport relève également que des « responsables, craignant notamment l'implication des services de renseignement, ne savaient pas vraiment jusqu'où ils pouvaient aller dans l'enquête, même s'ils savaient pertinemment, en tant que professionnels, que certaines mesures auraient dû être prises ». Le rapport accuse également les autorités locales de la province du Pendjab, et de la ville de Rawalpindi, de ne pas avoir pris les mesures qui s'imposaient. Il relève également un « traitement discriminatoire », en argumentant que deux autres anciens Premiers ministres, soutenant Musharraf, avaient bénéficié de meilleurs services de sécurité.
Les cadres du PPP et les proches de Bhutto réagissent en indiquant que les conclusions « correspondent exactement à ce qu'ils pensaient depuis le début ». Les autorités pakistanaises indiquent qu'elle étudieront les preuves et mèneront une enquête concernant l'implication éventuelle d'officiers ou de responsables de sécurité. Le Premier ministre promet que les coupables seront arrêtés. Cependant Pervez Musharraf, ainsi que de nombreux membres de son parti politique, battu durant les élections législatives de février 2008, remettent en doute le rapport.

## Conséquences

### Déroulement des élections
L'assassinat de Benazir Bhutto à dix jours du début des élections législatives pakistanaises et la période d'émeutes qui a suivi, ont poussé les partisans du Parti du peuple pakistanais (PPP) de Benazir Bhutto à demander que le scrutin ait lieu à la date prévue. Ils ont désigné le fils de Benazir Bhutto, Bilawal Bhutto Zardari, âgé de 19 ans et étudiant à l'université d'Oxford, comme nouveau chef du parti.
Le parti de Nawaz Sharif, la Ligue musulmane du Pakistan (N) (PML-N), a décidé dans un premier temps de boycotter les élections législatives puis s'est rallié aux autres partis pour y participer à la suite de l'annonce par la commission électorale du report des dates des élections législatives et provinciales du 8 janvier 2008 au 18 février 2008.

### Violences urbaines

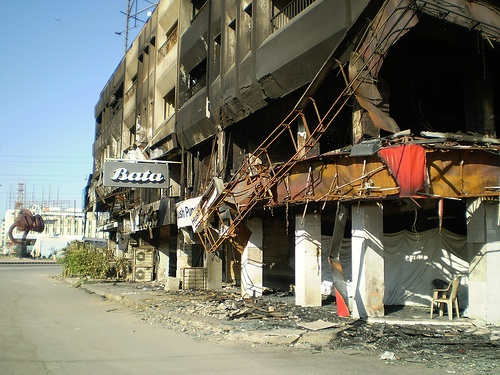
Dégâts dans une rue de Karachi, après les émeutes du 27 décembre 2007 consécutives à l'attentat.